# Alnus fauriei
Alnus fauriei — вид квіткових рослин з родини березових. Поширення: Японія (північна та центральна частини Хонсю).

## Біоморфологічна характеристика
Зазвичай великий кущ, іноді здатний досягати висоти дерева. Рослина до 6 м заввишки × 10 м завширшки. Кора сріблясто-сіра. Гілочки темно-коричневі, від пурпурових до сірих, округлі в перерізі, голі. Листя 5–12 × 4–12 см, від клиноподібно-оберненояйцеподібного до клиноподібно-оберненосерцеподібного, верхівка від виїмчастої до тупої або округлої, основа широко клинувата, верхня поверхня яскраво- часто блискуче-зелена, гола, нижня поверхня гола, за винятком жовтувато-коричневих волосків вздовж жилок та волохатих домацій, 6–7 бічних жилок з обох боків від середньої жилки, глибоко вдавлені; ніжка листка 1.5–2.2 см завдовжки, товста, гола. Прилистки 1.5–2 × 2.5–3 см, залишаються до осені, широкояйцеподібні. Тичинкові суцвіття в кластерах по 2–5 штук, верхівкові, 10–40 × 3–6 мм, прямовисні в бруньках взимку, від блакитно-сірих до рожевих, стають пониклими під час цвітіння. Маточкові суцвіття до п'яти штук, кулясті або довгасті, 15–30 × 4–6 мм. Плід циліндричний або зворотно-булавоподібний, 25–40 × 4–12 мм, приквітки 3 мм ушир. Цвіте з травня по червень (Японія); плодоносить з вересня по жовтень.

## Середовище
Зростає на висотах від 200 до 1000 метрів. Росте на ґрунтах з постійним зволоженням.

## Використання
Цей вид нещодавно був введений у культуру, але вирощується нечасто.